# Arthur Schnitzler
Pour les articles homonymes, voir Schnitzler.
Arthur Schnitzler, né le 15 mai 1862 à Vienne, où il meurt le 21 octobre 1931, est un écrivain et médecin autrichien.
Il est l'un des auteurs les plus importants de la littérature de langue allemande de la première moitié du XXe siècle en Autriche-Hongrie.

## Biographie

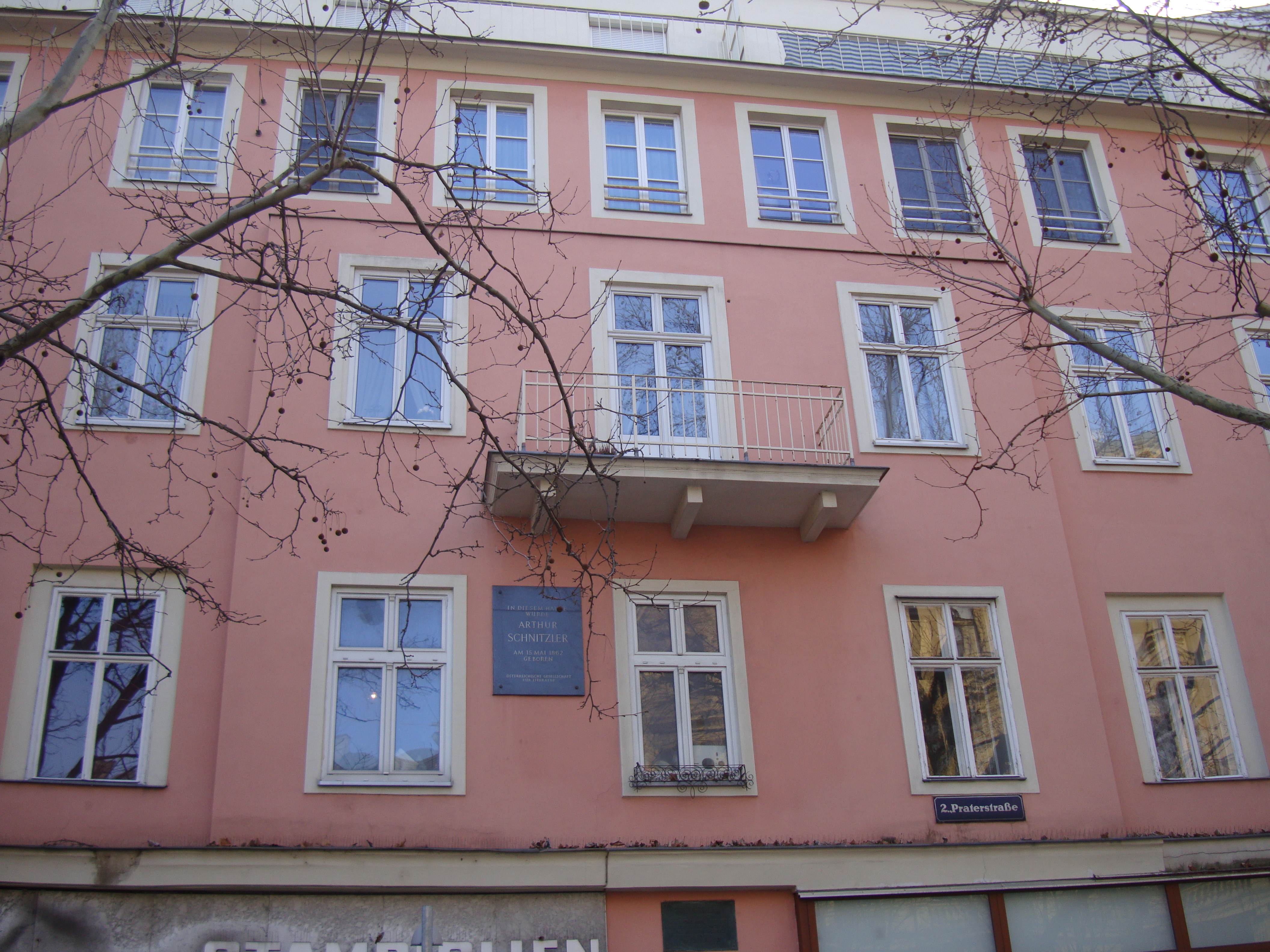
Lieu de naissance d'Arthur Schnitzler à Vienne, au 16 de la Praterstrasse.

Arthur Schnitzler naît à Leopoldstadt, 2e arrondissement de Vienne, dans une famille juive : sa mère Luise, née Markbreiter (1838–1911), est la fille d’un médecin localement réputé qui dirigeait une revue médicale, et son père Johann Schnitzler (de) (1835–1893), d'origine hongroise germanophone, est un laryngologue renommé, dont la patientèle, principalement constituée de comédiens et de cantatrices, donne au jeune Arthur le goût du théâtre. À 13 ans, il a déjà écrit près de vingt pièces de théâtre dans différents genres mais il poursuit la vocation familiale en devenant médecin à 23 ans puis laryngologue ; son frère Julius devient chirurgien, et sa sœur Gisela épouse un médecin du nom de Markus Hajek. Seul le grand-père paternel, Josef Schnitzler, « était un bon menuisier-charpentier, mais ivrogne notoire, quelque part en Hongrie ».

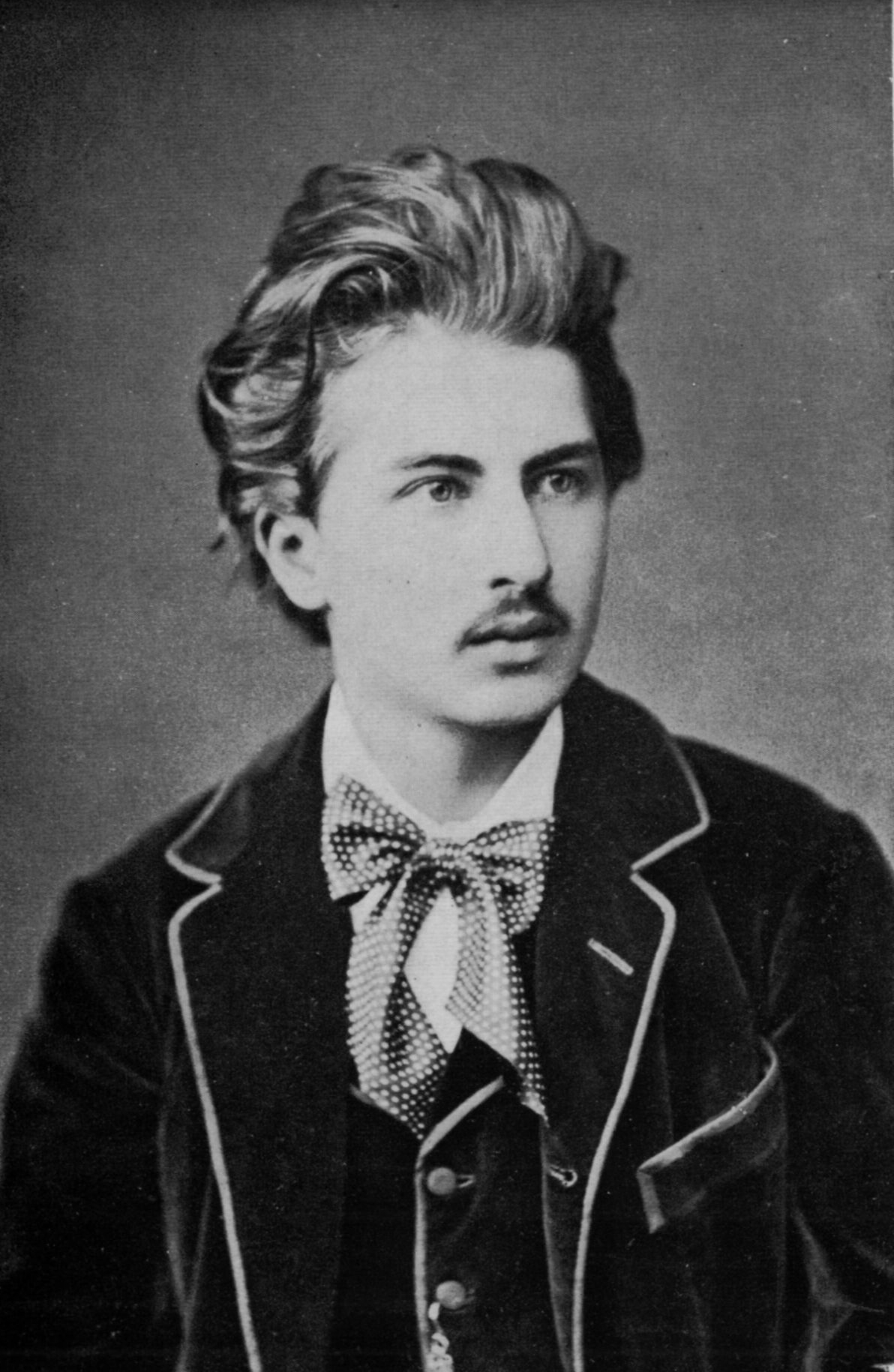
Arthur Schnitzler vers 1878.

De 1879 à 1882, il étudie à la Faculté de médecine, tout en accomplissant un travail éditorial (rémunéré 20 gulden par mois) dans la revue médicale de son père. En 1882-1883, il accomplit un « service militaire d'un an comme “volontaire” à Vienne (Hôpital militaire no 1) ». Il obtient son doctorat de médecine en 1885. En 1886, « déclaré tuberculeux, il est envoyé à Meran » où il rencontre Olga Waissnix qui l'encourage dans ses débuts littéraires. Il commence à publier dans des revues des poèmes et de brefs textes en prose.
Après plusieurs emplois (1887-1888) dans différents services (neurologie, psychiatrie, dermatologie et maladies vénériennes, chirurgie) et un stage de laryngoscopie à Berlin, il entre « à la Polyclinique générale comme assistant de son père » en septembre 1888. « Il expérimente l'hypnose ». 
Durant son emploi comme assistant en psychiatrie (service du Professeur Meynert) en novembre 1886, il a rendu compte « des Leçons sur les maladies du système nerveux, de Charcot, ouvrage traduit par Sigmund Freud ».
À la mort de son père, qui survient le 2 mai 1893, à l'âge de 58 ans, « il quitte la Polyclinique et ouvre un cabinet médical », il achète une bicyclette qui va représenter une nouvelle liberté pour lui. Il voyage (pour des randonnées à pied ou à bicyclette) en Autriche, Allemagne, Suisse et Italie du Nord, souvent en compagnie d'amis comme Beer-Hofmann et Hofmannsthal.
Dans sa vie, plusieurs femmes ont été ses compagnes : Olga Waissnix (1862-1897), Marie Reinhard (1871-1899), Olga Gussmann (1882-1970) [qu'il épouse en 1903]. Les vingt années qui suivent sa consécration sociale (achat, le 26 août 1903, d'une « très belle maison de la Sternwartestrasse où il habitera jusqu'à sa mort » et création, le 14 septembre 1911, de Das Weite Land, Terre étrangère, joué dans neuf théâtres de langue allemande) sont « assombries par la guerre, l'évolution politique, mais aussi son divorce (26 juin 1926) et le suicide de sa fille Lili, à 19 ans (26 juillet 1928) »,.
Arthur Schnitzler meurt le 21 octobre 1931 à Vienne d'une hémorragie cérébrale. Il est enterré au cimetière central de Vienne.

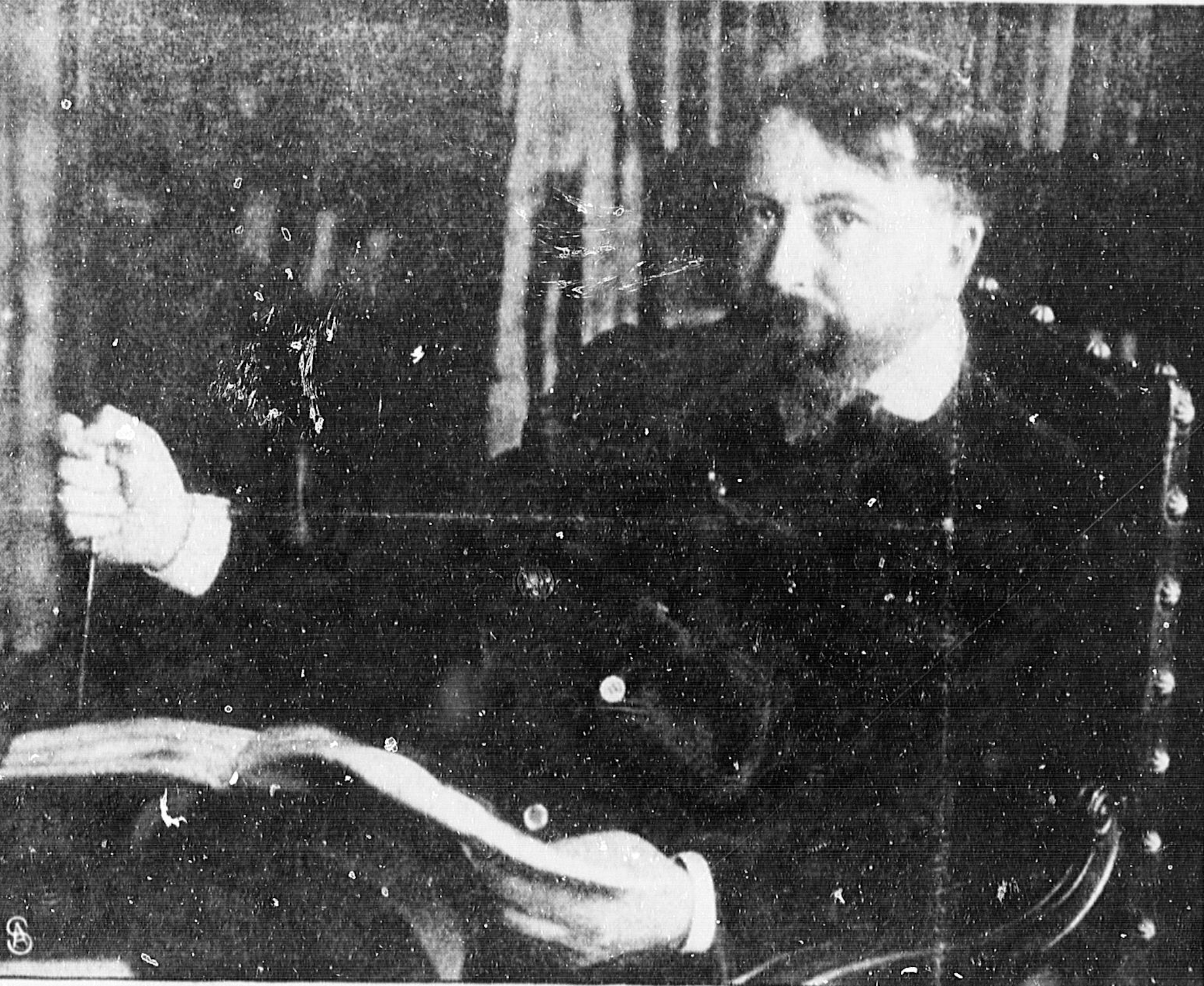
Arthur Schnitzler par Aura Hertwig en 1912.

## Aspects de l'œuvre
Arthur Schnitzler est l'auteur de pièces de théâtre, de nouvelles, de romans ainsi que d'importants journaux personnels.

### Le groupe «Jeune Vienne»
Jacques Le Rider le situe  dans « le groupe Jeune Vienne » dont font également partie Hugo von Hofmannsthal et Stefan Zweig. Il estime que « l'œuvre considérable du romancier et dramaturge Arthur Schnitzler », qui « fut aussi l'auteur d'un des journaux personnels les plus considérables du XXe siècle », fut « dans toutes les phases de sa production, un moraliste sans indulgence et analyste pessimiste de la dégradation des valeurs individuelles et culturelles ».

### Schnitzler et la psychanalyse
Parmi les premiers psychanalystes, Theodor Reik consacra l'un de ses ouvrages à « Arthur Schnitzler psychologue » (Arthur Schnitzler als Psycholog, 1913).

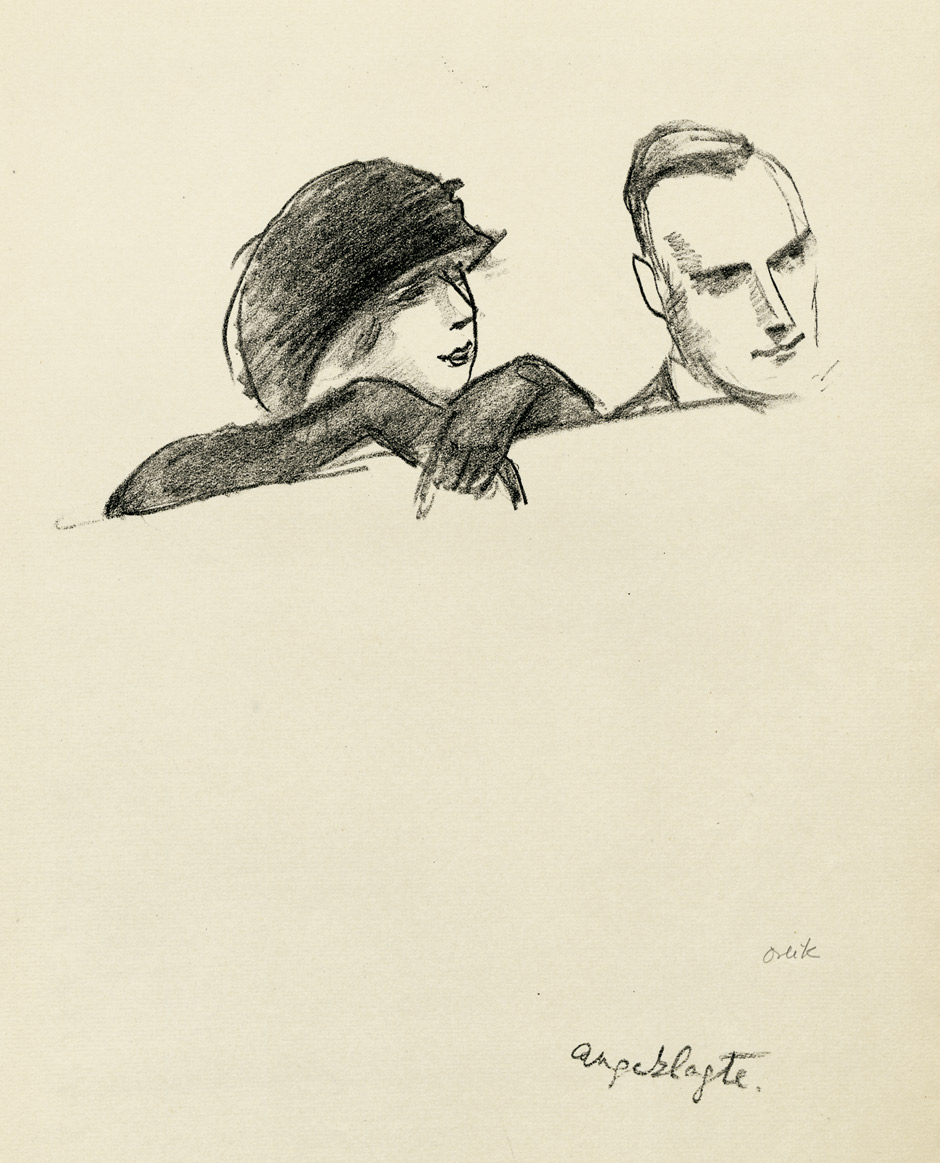
Emil Orlik, Angeklagte (Accusés), lithographie de 1921, lors du procès fait à La Ronde par le ministère public allemand.

En tant que médecin assistant à l'hôpital général et à la policlinique de Vienne à partir de septembre 1885, Schnitzler avait travaillé dans le service du psychiatre Theodor Meynert, qui était un « familier des techniques psychothérapeutiques de l'hypnose et de la suggestion » : son œuvre est ainsi parsemée « d'études de cas qui semblent sorties des annales de la clinique », de sorte qu'il a souvent été considéré comme le « double » de Sigmund Freud. En fait, précise Jacques Le Rider, « c'est le fondateur de la psychanalyse en personne qui rendait hommage à l'auteur Schnitzler en saluant en lui son Doppelgänger » ,,. Sur cette « métaphore du double » qu'il emploie dans la lettre du 14.5.1922 adressée à Schnitzler pour son 60e anniversaire, Susanne Hartung relève que trois ans auparavant, en 1919, Sigmund Freud s'était déjà longuement occupé du motif du double dans son essai L'Inquiétante Étrangeté.
De son côté, Arthur Schnitzler a lu attentivement les principaux ouvrages de Freud, mais il porte « sur la psychanalyse le même regard de moraliste que sur la vie psychologique de ses personnages ». Pour Schnitzler en effet, l'inconscient et le « destin des pulsions » sont « une construction théorique susceptible de servir de disculpation » et même de justification à « l'amoralité du désir ».

### Arthur Schnitzler et la censure
Certaines de ses pièces et nouvelles le confrontèrent à la censure en raison de thèmes qui y sont abordés, comme la sexualité, l'antisémitisme ou la critique de l'armée (Le Sous-lieutenant Gustel). Sa pièce La Ronde (Der Reigen), écrite en 1896, déclencha un scandale à sa première représentation en 1921 à Berlin, et donna lieu à un procès.

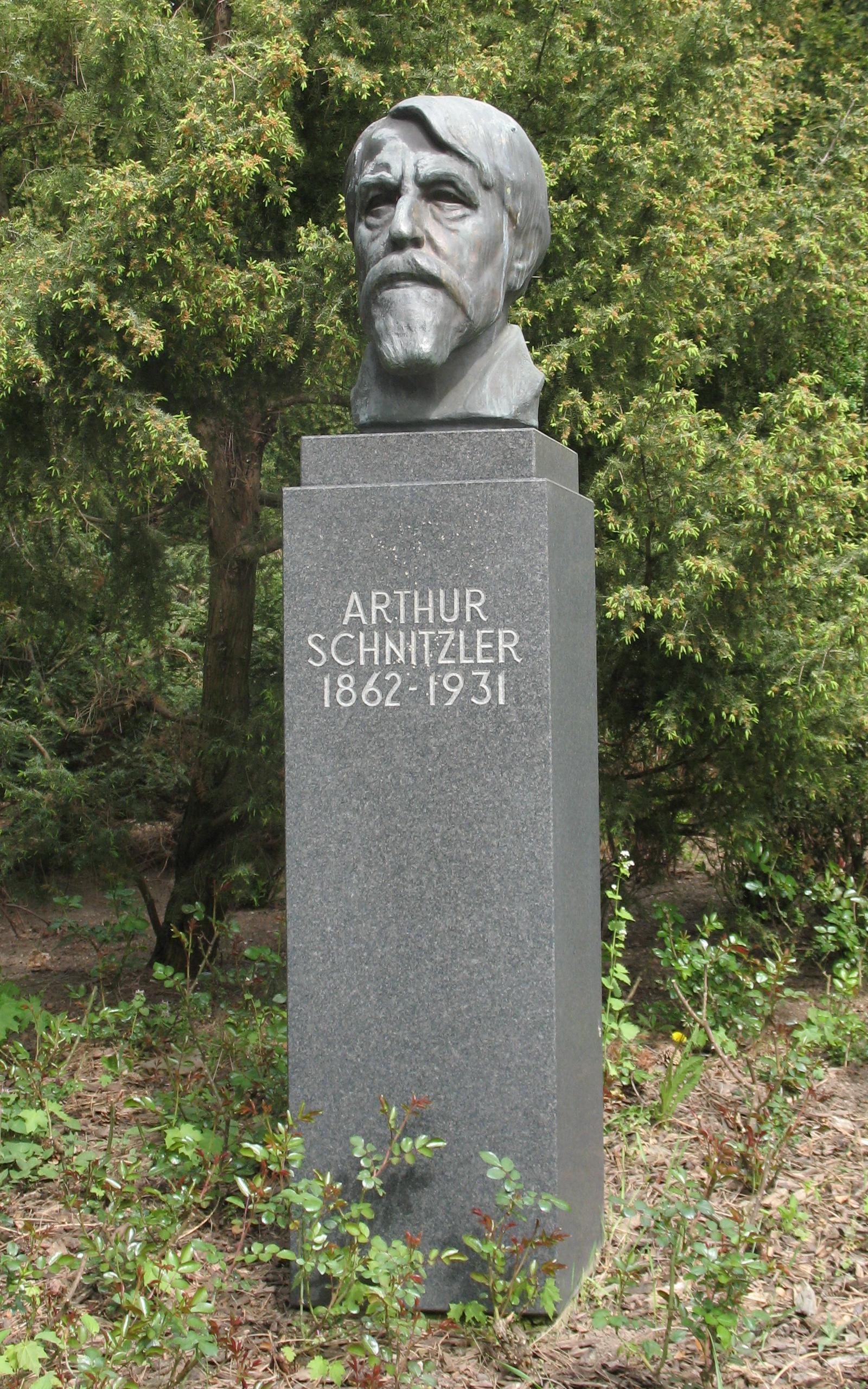
Stèle Arthur Schnitzler à Vienne.

## Réception
Selon Isa Schwentner, professeur de germanistique à l'université de Vienne, « Arthur Schnitzler est très populaire en Autriche, car la trame historique de son œuvre s'appuie sur la monarchie des Habsbourgs et la Première République, avec des récits et des drames qui se réfèrent à l'histoire du pays ».
En France, l'œuvre théâtrale d'Arthur Schnitzler est moins connue — mis à part La Ronde — que les nouvelles de l'écrivain : « Sur la quarantaine de pièces qu’il a écrites, combien en connaît-on, en France ? Sur son rapport à l’écriture dramatique, à la représentation théâtrale, que sait-on ? », interroge Heinz Schwarzinger en 1989.

L'étude de Karl Zieger « centrée sur une première période de la réception de Schnitzler en France, de 1894 à 1938 » montre que la reconnaissance de l'auteur Arthur Schnitzler en France « ne fut pas immédiate ». C'est à partir des années 1980 que Schnitzler commence d'être abondamment traduit, estime Jacques Le Rider dans un compte-rendu de l'ouvrage de Zieger qui, selon lui, est destiné à devenir non seulement « un ouvrage de référence de la Schnitzler-Forschung [la “recherche sur Schnitzler”] », mais également un ouvrage « incontournable pour tous les travaux consacrés à l’histoire interculturelle du voisinage européen France-Autriche ». Le Rider considère que la découverte par le public français de l'importance de l'œuvre d'Arthur Schnitzler depuis les années 1980 coïncide avec celle de la « modernité viennoise », à l'occasion par exemple de l’exposition « L’Apocalypse joyeuse » du Centre Pompidou. Parmi les auteurs autrichiens les plus connus, Arthur Schnitzler ne serait plus à présent « surpassé dans la faveur du public français que par Stefan Zweig ».

## Œuvres

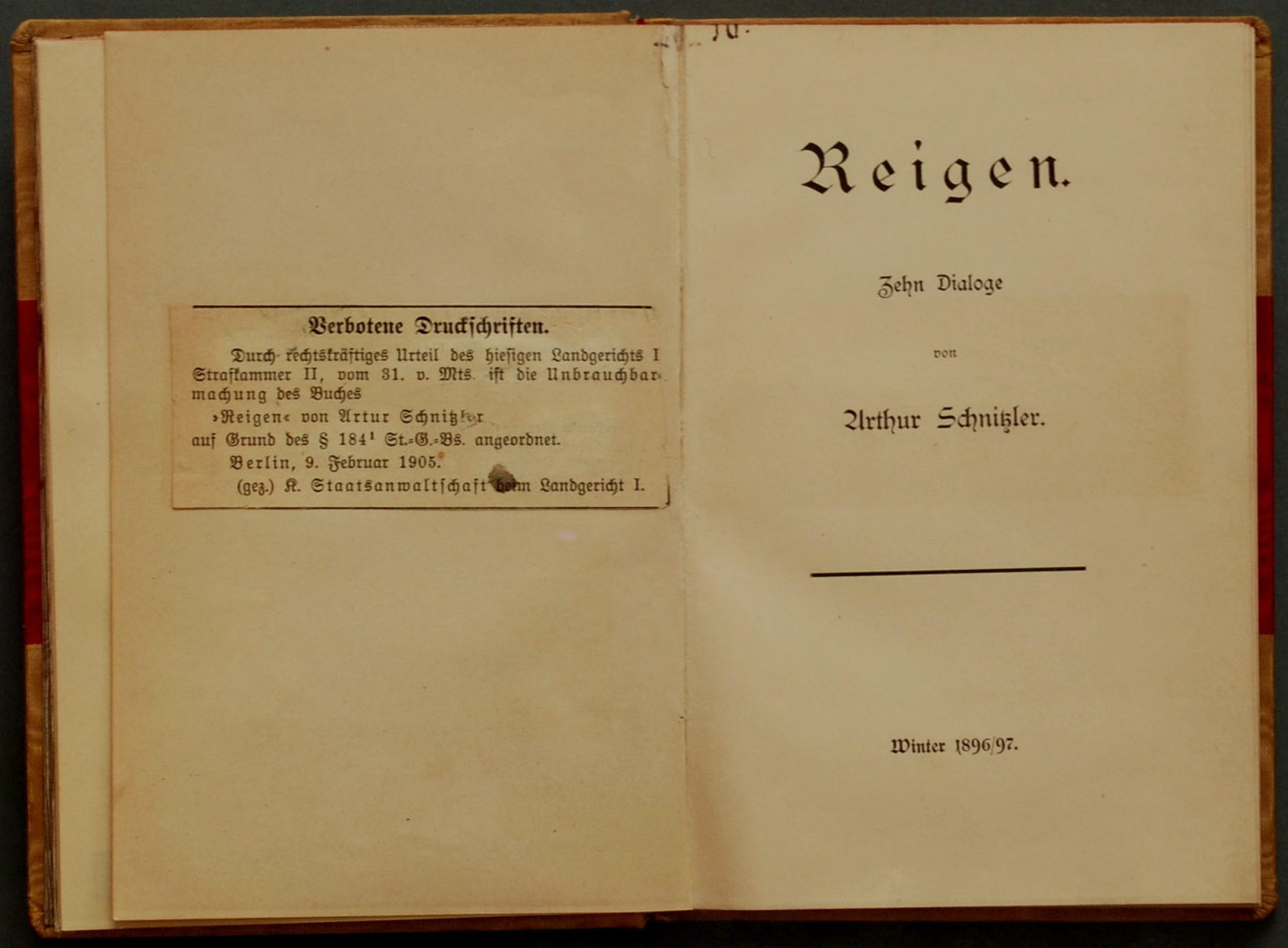
Arthur Schnitzler 1900 Reigen (La Ronde).

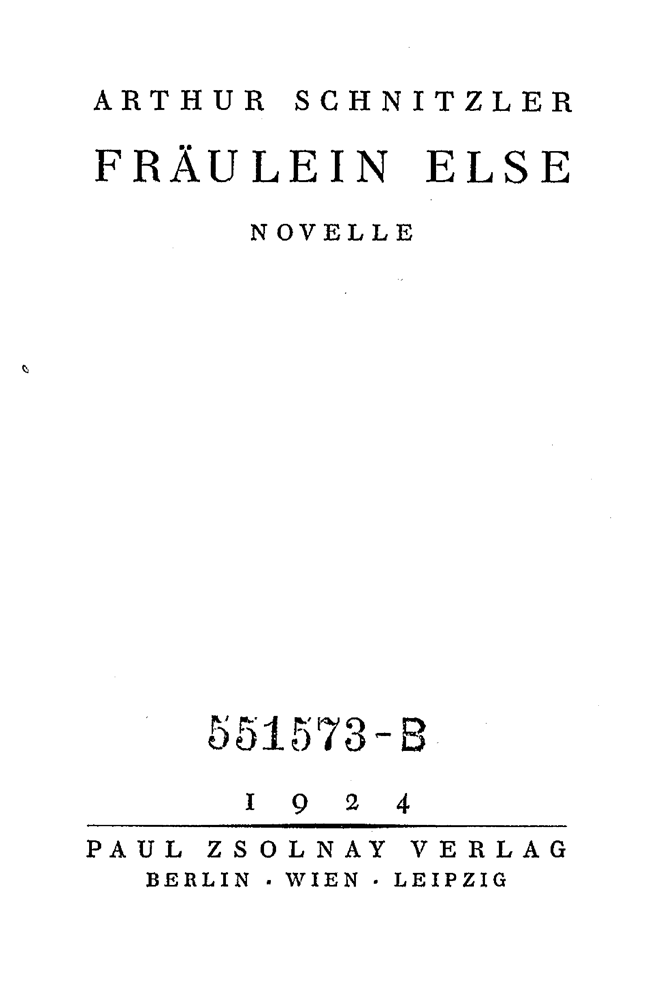
Fräulein Else (Mademoiselle Else).

### Principales œuvres

#### Théâtre
- 1893 : Anatol
- 1896 : Liebelei [« Amourette »]
- 1897 : Reigen (La Ronde)
- 1898 : Der grüne Kakadu [« Le Cacatoès vert »]
- 1903 : Der einsame Weg (Le Chemin solitaire)
- 1911 : Das weite Land (litt.: « Le vaste pays  ». Adaptation française sous le titre : Terre étrangère)
- 1912 : Professor Bernhardi

#### Nouvelles
- 1892 : Sterben (Mourir)
- 1900 : Frau Bertha Garlan (Berthe Garland)
- 1900 : Leutnant Gustl (Le sous-lieutenant Gustel)
- 1902 : Die Fremde (L'Étrangère)
- 1913 : Frau Beate und ihr Sohn (Madame Béate et son fils)
- 1918 : Casanovas Heimfahrt (Le Retour de Casanova)
- 1924 : Fräulein Else (Mademoiselle Else)
- 1926 : Traumnovelle (Double rêve, Rivages)
- 1926 : Spiel im Morgengrauen (Les Dernières Cartes)

#### Romans
- 1907 : Der Weg ins Freie (Vienne au crépuscule)
- 1928 : Therese. Chronik eines Frauenlebens (Thérèse)

### Éditions et traductions en français

#### Théâtre
- La Ronde , Stock
- La Ronde, trad. Natascha Rudolf, Éditions du Brigadier, 2024
- Le Chemin solitaire, Actes Sud
- Cabale à l'hôpital, trad. Henri Christophe, Éditions du Brigadier, 2024

#### Nouvelles, romans
- Romans et nouvelles (2 tomes), Le Livre de poche « La Pochothèque » Collection « Classiques modernes », édition préfacée, établie et annotée par Brigitte Vergne-Cain et Gérard Rudent, © 1994, Librairie Générale Française (pour la présentation et les notes du tome I); © 1996, Librairie Générale Française (pour la préface, les notices et les notes du tome II).
  - Tome I. 1885-1908: Traductions de M. Rémon, W. Bauer et S. Clauser, D. Auclères  R. Dumont, P. Forget et P. Gallissaires
  - Tome II. 1909-1931: Traductions de D. Auclères, H. Christophe, P. Forget, P. Gallissaires, A. Hella et O. Bournac, P. Hofer-Butry, M. Rémon, B. Vergne-Cain et G. Rudent

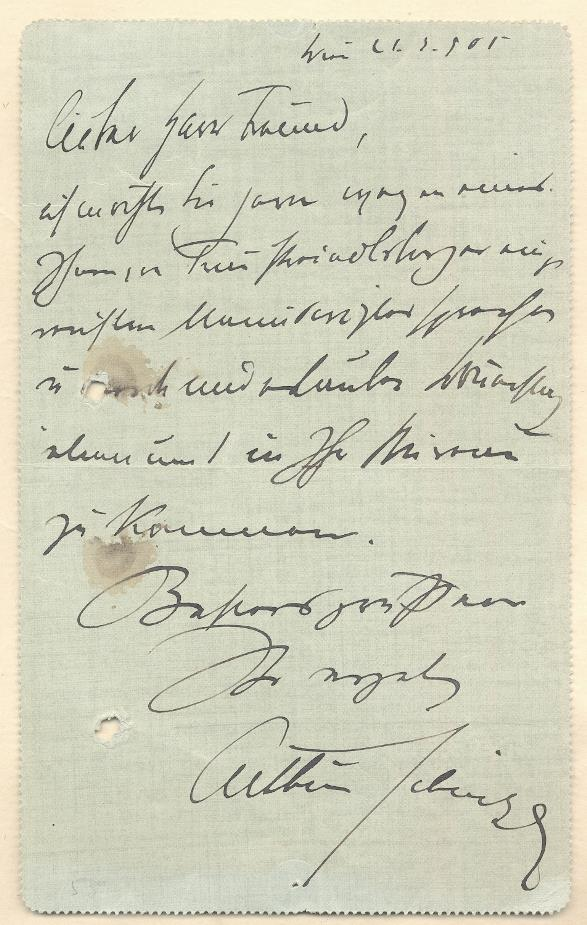
Arthur Schnitzler à Fritz Freund 1905-04-21

- Les Dernières Cartes, suivi de Rien qu'un rêve (trad. Dominique Auclères), Paris, Calmann-Lévy, 1953, 279 p.
- Le Sous-Lieutenant Gustel, traduction Maël Renouard, Sillage, 2009
- Les Dernières Cartes, traduction Brice Germain, Sillage, 2009
- Gloire tardive (Später Ruhm), traduit de l’allemand par Bernard Kreiss, Albin Michel, inédit, 2016,  (ISBN 2226317333)

#### Carnets, journal, correspondance
- Relations et Solitudes. Aphorismes (Beziehungen und Einsamkeiten, Fischer, 1987) , « Rivages Poche », traduction Pierre Deshusses, 1991  (ISBN 2-86930-190-1)
- La Transparence impossible, « Rivages Poche », traduction Pierre Deshusses, 1992
- Journal (1923-1926), Rivages Poche, traduction Philippe Ivernel, 2012
- Avec Stefan Zweig, Correspondance, « Rivages Poche », traduction Gisella Hauer et Didier Plassard, 2001
- Lettres aux amis (1886-1901), « Rivages Poche », traduction Jean-Yves Masson, 1991

## Adaptations
Les œuvres de Schnitzler ont fait l'objet de plusieurs adaptations, principalement cinématographiques :
- Fräulein Else
  - 1929 : film de Paul Czinner
  - 2013 : film d'Anna Martinetz
  - 2025 : film espagnol de Polo Menárguez, titré El talento. Le rôle d'Else (Elsa) est interprété par Ester Expósito.

- Liebelei
  - 1933 : film de Max Ophuls

Costume de Tom Cruise dans le film Eyes Wide Shut d'après La Nouvelle rêvée de Schnitzler.

  - 1958 : film de Pierre Gaspard-Huit, Christine, avec Romy Schneider et Alain Delon
- Der Reigen (La Ronde)
  - 1950 : film de Max Ophuls
  - 1964 : film de Roger Vadim
  - 1993 : opéra de Philippe Boesmans, Reigen, sur un livret de Luc Bondy
- Das weite Land
  - 1988 : film de Luc Bondy, sous le titre Terre étrangère
- Traumnovelle
  - 1983 : film de Beppe Cino, Il cavaliere, la morte e il diavolo
  - 1999 : film de Stanley Kubrick, Eyes Wide Shut

## Mises en scène théâtrales
- Terre étrangère - Texte français établi par Michel Butel avec la collaboration de Luc Bondy - Mise en scène Luc Bondy - Théâtre des Amandiers, Nanterre - 1984
- Derniers masques (Les derniers masques et La grande scène) Adaptation française Gabrielle Brennen et Henri Christophe - Mise en scène Gilles Gleizes - Théâtre 13 - 1987[14]
- Le Chemin solitaire - Mise en scène Luc Bondy - Théâtre du Rond-Point Festival d'Automne - 1989
- Extinction - Adaptation et mise en scène[15] Julien Gosselin - Théâtre de la Ville Sarah-Bernhardt, Paris - 2023

## Divers

### «schnitzlérien»
L'adjectif associé à son œuvre et à sa pensée est « schnitzlerien » ou « schnitzlérien ».

### Descendance
Arthur Schnitzler est le grand-père de l'écologiste et violoniste Michael Schnitzler.

#### Ouvrages
- Françoise Derré, L'Œuvre d'Arthur Schnitzler. Imagerie viennoise et problèmes humains, Paris, Didier, 1966, 552 pages, mis en ligne le 06/01/2019, « L'Œuvre d'Arthur Schnitzler. Imagerie viennoise et problèmes humains », sur gallica.bnf.fr (consulté le 17 novembre 2021)
- Theodor Reik, Schnitzler psychologue (Arthur Schnitzler als Psycholog, 1913), Éditions Circé  (ISBN 284242168X)
- Jacques Le Rider, Arthur Schnitzler ou la Belle Époque viennoise, Éditions Belin, coll. « Voix allemandes », Paris, 2003.  (ISBN 2-7011-2935-4)
- Catherine Sauvat, Arthur Schnitzler, Éditions Fayard
- Heinz Schwarzinger, Arthur Schnitzler, auteur dramatique 1862-1931, Actes Sud Papiers, 1989  (ISBN 978-2-8694-3232-1)
- (de) Gabriele Weingartner, Fräulein Schnitzler, roman. Haymon Verlag, Innsbruck/Vienne 2006,  (ISBN 3-85218-499-1) Présentation sur le magazine culturel Perlentaucher, [lire en ligne]
- Karl Zieger, Arthur Schnitzler et la France 1894-1938. Enquête sur une réception, Villeneuve d'Ascq, Presses universitaires du Septentrion, 2012  (ISBN 9782757403952)

#### Notices et articles
- Roseline Bonnellier, « Déplacements meurtriers. Étude sur la nouvelle Le fils d’A. Schnitzler par rapport à l’ouvrage de Theodor Reik Arthur Schnitzler als Psycholog »,  Topique 2017/1, no 138, p. 109-122, DOI 10.3917/top.138.0109
- Jacques Le Rider, « Jeune Vienne (Bahr, Schnitzler) » dans Dictionnaire du monde germanique, sous la direction de É. Décultot, M. Espagne et J. Le Rider, Paris, Bayard, 2007  (ISBN 9782227476523)
- Jacques Le Rider, « Arthur Schnitzler (1862-1931) », sur www.universalis.fr (consulté le 21 août 2022)
- Brigitte Vergne-Cain et Gérard Rudent, Préface et « Repères biographiques » dans : Arthur Schnitzler, Romans et nouvelles, t. 1 et t. 2, Le Livre de poche « La Pochothèque », coll. « Classiques modernes », édition préfacée, établie et annotée par B. Vergne-Cain et G. Rudent, 1994 et 1996, LGF (pour la préface, les notices et les notes)
- Karl Zieger, « Enquête sur une réception. Arthur Schnitzler et la France, 1894-1938 », Germanica, 52 | 2013, p. 161-163.